# Находкинская база активного морского рыболовства
Находкинская база активного морского рыболовства — советская и российская рыбодобывающая компания, крупнейшая на Дальнем Востоке. Рыбодобывающий флот состоит из 11 судов (средний возраст которых составляет 30 лет) в 2010 году добыто 176 тысяч тонн рыбы, 60 % улова отправлено на экспорт. Штаб квартира — в Находке.
Основной владелец — «Дальинвестгрупп», главным бенефициаром которого является Лариса Белоброва. Генеральный директор — меняется.

## История
Предприятие ведёт свою историю с 7 июня 1952 года, когда на базе Второго сейнерного рыбокомбината в Преображении было образовано «Управление активного морского рыболовства». Организация длительных морских экспедиций начиналась с переоборудования сухогруза «Чавыча» под сельдяную плавучую базу. В феврале 1956 года рыболовецкая база была перенесена в Находку, где уже действовал Рыбный порт. Были открыты собственные судоремонтные мастерские и цех орудий лова. В 1957 году на флот предприятия был принят большой морозильный траулер «Ульяновск», позднее пришли суда БМРТ, траулеры типа «Атлантик» и «Прометей». Суда базы стали выходить круглогодичный промысел. В начале 1970-х гг. были построены механизированные причалы протяжённостью более 800 метров, установлен плавучий док. 19 января 1965 года на промысле в Беринговом море во время 10-балльного шторма от обледенения затонул траулер «Бокситогорск», погибли 24 члена экипажа.
В 1976 году «УАМР» было переименовано в «Находкинскую базу активного морского рыболовства». Первоначальный флот находкинского предприятия насчитывал 50 судов типа СРТ, включая плавбазы «Надежда Крупская», «Десна», «Чавыча», «Брест», «Кижуч». «БАМР» был передовиком в своей отрасли: одним из первых освоил СРТ, установ рекорд в добыче олюторской сельди; ходил на тунцеловный промысел и добычу криля у берегов Антарктиды, скумбрии и ставриды — в Тихом океане, сардинеллу и сардинопс у берегов Африки, кальмара у берегов Новой Зеландии; первым освоил пелагический промысел скумбрии у Японского моря; экипажем БМРТ «Революционер» у берегов Гавайских островов была открыта богатая рыбой подводная возвышенность, названная именем судна. В Охотском и Беренговом морях добывали сельдь, минтай, камбалу, терпуг, окунь, скумбрию, угольную рыбу; в зоне США добывали хек. Директорами «БАМРа» в разные годы были П. И. Ковалёв, А. Ф. Лукьянчук, Е. А. Зотов, Б. И. Галюк, Н. И. Котляр (впоследствии Министр рыбного хозяйства СССР), Д. В. Панаев, Анатолий Колесниченко (почётный житель Находки). За 50 лет работы предприятием было добыто 17 млн тонн рыбы, изготовлено 11,5 млн тонн мороженой и солёной продукции. На конец 1980-х гг. флот предприятия насчитывал более 120 судов, 100 из которых составляли промысловый крупнотоннажный флот. В штате «БАМРа» трудились 15 000 человек. Действовал собственный учебно-курсовой комбинат. Активно осваивались новые районы Мирового океана и объекты промысла. В 1988 году был достигнут рекорд вылова — 585 894 тонн рыбы и морепродуктов.
В 1992 году предприятие было акционировано. До 1996 года компания работала с прибылью. В 1995 году компания получила награду «Факел Бирмингема» с формулировкой «за успешное экономическое выживание и развитие в условиях социально-экономического кризиса». В 1990—2000 годы предприятие было вынуждено сокращать стареющий флот. В 1990—2009 гг. суда компании ремонтировались в Китае. В 2003 году капитал предприятия был распределён между 10 545 акционерами, из них 22,7 % принадлежало ЗАО «Акция», 14 % — ООО «Испытательный центр качества — Тест», 5,8 % — ООО «Эксперт», 5,5 % — ООО «ДРК», 5,13 % — Эдуарду Кочетову. В том же году 65 % акций «НБАМР», принадлежавшие менеджменту компании во главе с Анатолием Колесниченко, были куплены холдингом Evraz Group за $20 млн. В 2009 году флот «БАМРа» был выведен в новообразованную дочернюю «Приморскую рыболовную компанию». В 2010 году были досрочно прекращены полномочия ООО «Управляющая компания НБАМР» (создана в 2006 году), принят устав в новой редакции.

## Собственники и руководство
82 % акций компании принадлежит ЗАО «Дальинвестгрупп» (Москва), основным владельцем (75 %) которого, в свою очередь, является Лариса Белоброва — супруга экс-губернатора С. Дарькина.
Генеральный директор с 29 августа 2011 года — Олег Михайлович Дарькин (брат экс-губернатора С. Дарькина, ранее входил в совет директоров компании). Предшественник — Пётр Савчук (фактически руководил предприятием с 2008 года).
В августе 2011 года СМИ распространили сообщение о готовящейся продаже компании на пике стоимости акций. Руководство БАМРа информацию о предстоящей продаже компании опровергло, объясняя слухи подготовкой к выходу на IPO.

## Деятельность
Основу добывающего флота составляют суда типа БМРТ, РТМ, РТМС, СРТМ-К, БАТМ, Т/Р. Имеется 17 крупнотоннажных, 1 среднетоннажное промысловые суда и судно-транспортник. Средний возраст судов по состоянию на 2011 год составляет 28 лет. Основной вид деятельности «НБАМР» — рыбный промысел, носящий сезонный характер. Зимой осуществляется добыча минтая в Охотском, Беринговом и Японском морях; весной — лимонемы в экономической зоне Японского моря и минтая в Охотском и Беринговом морях; летом и осенью — минтая в Охотском и Беринговом морях, сельди в Охотском море, кальмара в Северокурильской зоне, лемонемы в исключительной экономической зоне Японии. 9 судов изготавливают филе и фарш минтая, 5 судов — разделанный кальмар, 3 судна — разделанную рыбу и кальмар. Годовой вылов рыбной продукции составляет 150 тысяч тонн, или 10 % от общего вылова по Дальневосточному бассейну России. В 2007 году на экспорт ушло 65 % произведенной продукции, включая минтай, сельдь, терпуг, филе, фарш, молоки и икра минтая, а также рыбная мука. По выпуску филе и фарша минтая предприятие является единственным производителем на Дальнем Востоке.
Инфраструктура предприятия включает также морской терминал площадью 14,84 га, 7 причалов протяжённостью 790 метров; подъёмные краны, склады генеральных грузов, подъездные железнодорожные пути, фабрику по изготовлению орудий лова. Реализация продукции в России осуществляется со складов Находки, Владивостока, Уссурийска и Московской области. Основные конкуренты: «Преображенская база тралового флота», «Турниф», «Океанрыбфлот».
В 2009 году компания закрыла береговое подразделение и базу технического обслуживания, уволив свыше 600 работников.